# Rybnica Leśna
Rybnica Leśna (deutsch Reimswaldau) ist ein Ort in der Stadt- und Landgemeinde Mieroszów im Powiat Wałbrzyski der Woiwodschaft Niederschlesien in Polen.

## Geographie
Rybnica Leśna liegt im Waldenburger Bergland, an der Woiwodschaftsstraße 380, die von Głuszyca (Wüstegiersdorf) nach Unisław Śląski (Langwaltersdorf) führt. Nachbarorte sind Kamionka (Steinau) im Norden, Glinica (Lehmwasser) und Suliszów (Sophienau) im Nordosten, Rybnica Mała (Reimsbach) und Grzmiąca (Donnerau) im Osten, Sokołowsko (Görbersdorf) im Südwesten und Unisław Śląski  im Westen. Südlich liegt die Ruine der Freudenburg, südöstlich die Burgruine Hornschloss. Der südwestlich gelegene Buchberg (Bukowiec) ist 900 m hoch, der südöstlich gelegene Zuckerberg (Klim) 928 m hoch. Zwischen den beiden Bergen befindet sich am Ende einer Stichstraße die Andreasbaude (Andrzejówka).

## Geschichte
Reimswaldau wurde vermutlich Ende des 13. Jahrhunderts gegründet und gehörte zum Burgbezirk Hornschloss. Zusammen mit dem Herzogtum Schweidnitz gelangte es nach dem Tod des Herzogs Bolko II. 1368 erbrechtlich an Böhmen, wobei dessen Witwe Agnes von Habsburg bis zu ihrem Tod 1392 ein Nießbrauch zustand. Vermutlich an der Stelle eines Vorgängerbaus aus der Mitte des 16. Jahrhunderts wurde um 1608 eine evangelische Schrotholzkirche errichtet, die nach  dem Dreißigjährigen Krieg den Katholiken zugewiesen wurde und eine Filiale von Langwaltersdorf war.
Nach dem Ersten Schlesischen Krieg 1742 fiel Reimswaldau zusammen mit Schlesien 1742 an Preußen. Nach der Neugliederung Preußens gehörte es seit 1815 zur Provinz Schlesien und war ab 1816 dem Landkreis Waldenburg eingegliedert, mit dem es bis 1945 verbunden blieb. Es war eine selbständige Landgemeinde und gehörte zusammen mit Althain, Neuhain und Steinau seit 1874 zum Amtsbezirk Langwaltersdorf.
Als Folge des Zweiten Weltkriegs fiel Reimswaldau 1945 wie fast ganz Schlesien an Polen und wurde in Rybnica Leśna umbenannt. Die deutsche Bevölkerung wurde vertrieben. Die neuen Bewohner waren zum Teil Heimatvertriebene aus Ostpolen. 1975–1998 gehörte Rybnica Leśna zur Woiwodschaft Wałbrzych (Waldenburg).

## Sehenswürdigkeiten
- → Hauptartikel: St. Hedwig (Reimswaldau)

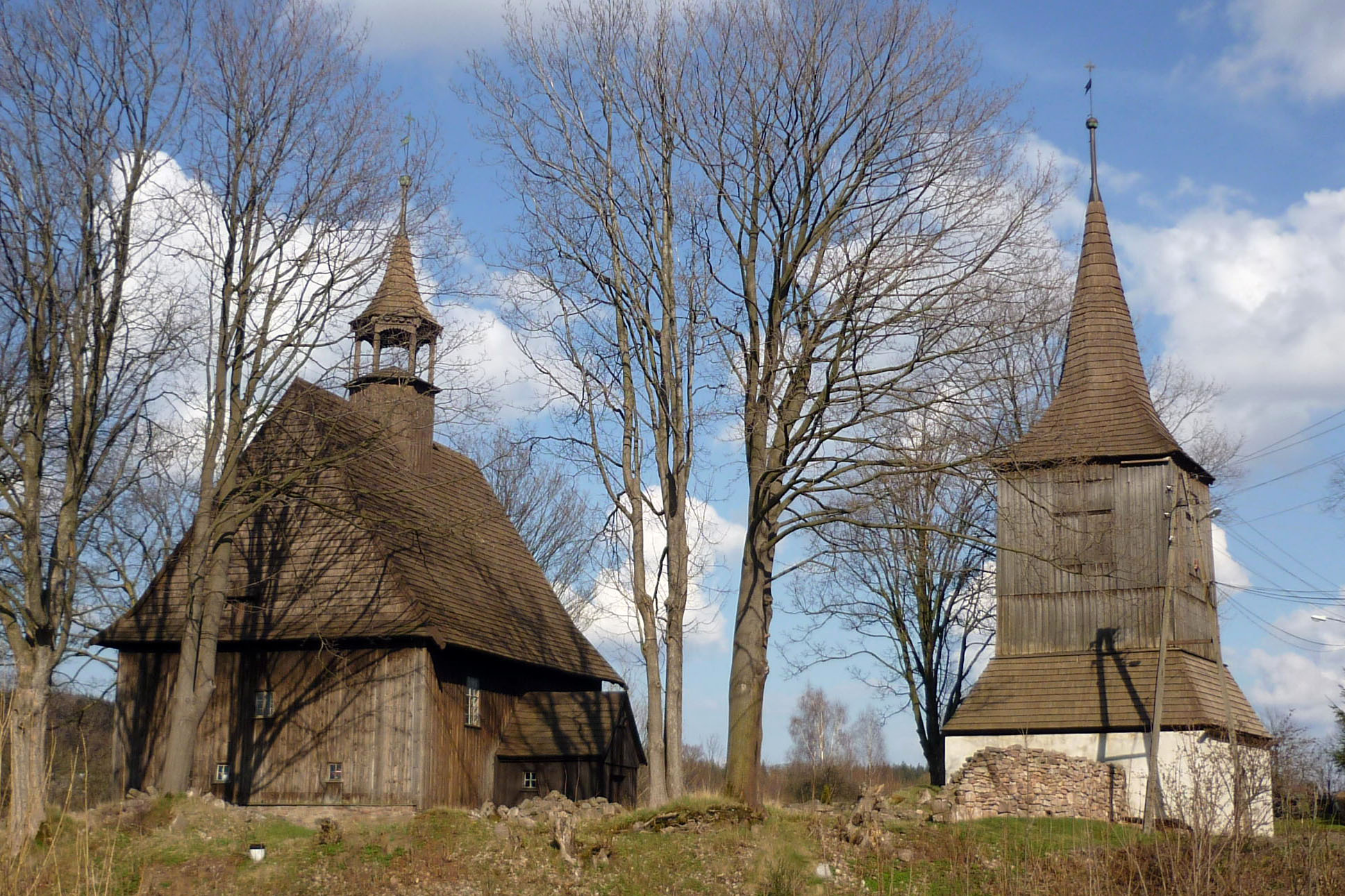
Holzkirche St. Hedwig in Reimswaldau

- Friedhofsmauer mit gemauertem Torgeschoss und hölzerner Glockenstube von 1865.